# Discurso pedante
Em psiquiatria, fala pedante ou discurso pedante (ou afetada) é uma comunicação caracterizada por uma formalidade situacionalmente inadequada. Essa formalidade pode ser expressa tanto por meio de prosódia anormal, quanto por conteúdo de discurso que é "inadequadamente pomposo, legalista, cansativo ou pitoresco". Frequentemente, esse tipo de fala pode atuar como evidência de transtorno do espectro do autismo (TEA) ou um transtorno de pensamento, um sintoma comum na esquizofrenia ou transtorno de personalidade esquizóide.
Para diagnosticar tal comunicação, pesquisadores procuram anteriormente pelas seguintes características:
- fala transmitindo mais informações do que o necessário
- vocabulário e gramática esperados da escrita formal, em vez de uma fala coloquial
- repetições ou correções desnecessárias

Essas atribuições, que são comumente encontradas em pacientes com TEA, explicam parcialmente por que a fala afetada tem sido considerada um critério diagnóstico para o transtorno. A fala pedante, juntamente com a entonação atípica, a deriva semântica, a concisão e a perseverança, são todos déficits conhecidos em adolescentes no espectro autista. Muitas vezes, a fala afetada encontrada em crianças com TEA também será especialmente estereotipada ou, em alguns casos, até ensaiada.